# Borzja (rzeka)
Borzia (ros.: Борзя) – rzeka w azjatyckiej części Rosji, w Kraju Zabajkalskim, prawy dopływ Ononu. Jej długość wynosi 304 km; dorzecze zajmuje powierzchnię 7080 km².
Źródła znajdują się w paśmie Kukulbej. Rzeka płynie szeroką, zabagnioną doliną przez suche tereny stepowe. Reżim rzeczny głównie deszczowy. W okresie letnim Borzja występuje z koryta, a od połowy listopada do końca kwietnia jest zamarznięta; czasami wysycha. Nad rzeką leży miasto Borzia.